# Národní archiv
Národní archiv (do konce roku 2004 Státní ústřední archiv) je ústřední archiv České republiky. Stará se především o cenné dokumenty, které vznikly v rámci činnosti státních, městských a obecních orgánů a jejich historických předchůdců (církevní zápisy, matriční záznamy apod.). Státní ústřední archiv vznikl v říjnu 1954 přejmenováním Ústředního archivu ministerstva vnitra (který vznikl z archivu českého místodržitelství) a současným připojením Archivu země české, roku 1956 byl připojen Ústřední zemědělsko-lesnický archiv. 
Národní archiv je organizační složkou státu a řídí jej ministerstvo vnitra. Od roku 2000 byla jeho ředitelkou PhDr. Eva Drašarová, CSc. (* 1959), v dubnu 2023 byl do funkce ředitele Národního archivu jmenován PhDr. Ing. Milan Vojáček, Ph.D. (* 1974).

## Historie

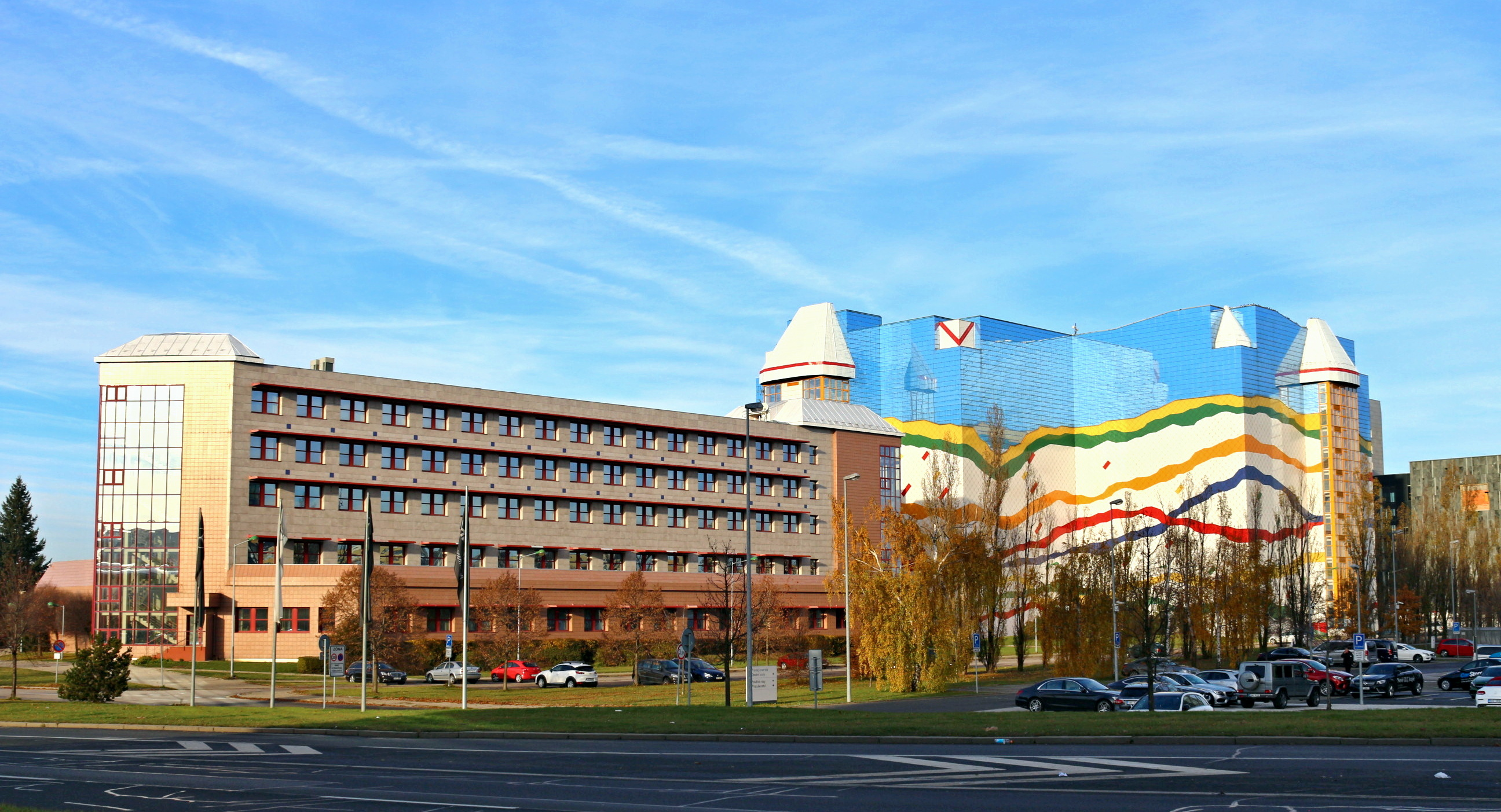
Budova Národního archivu na Chodově

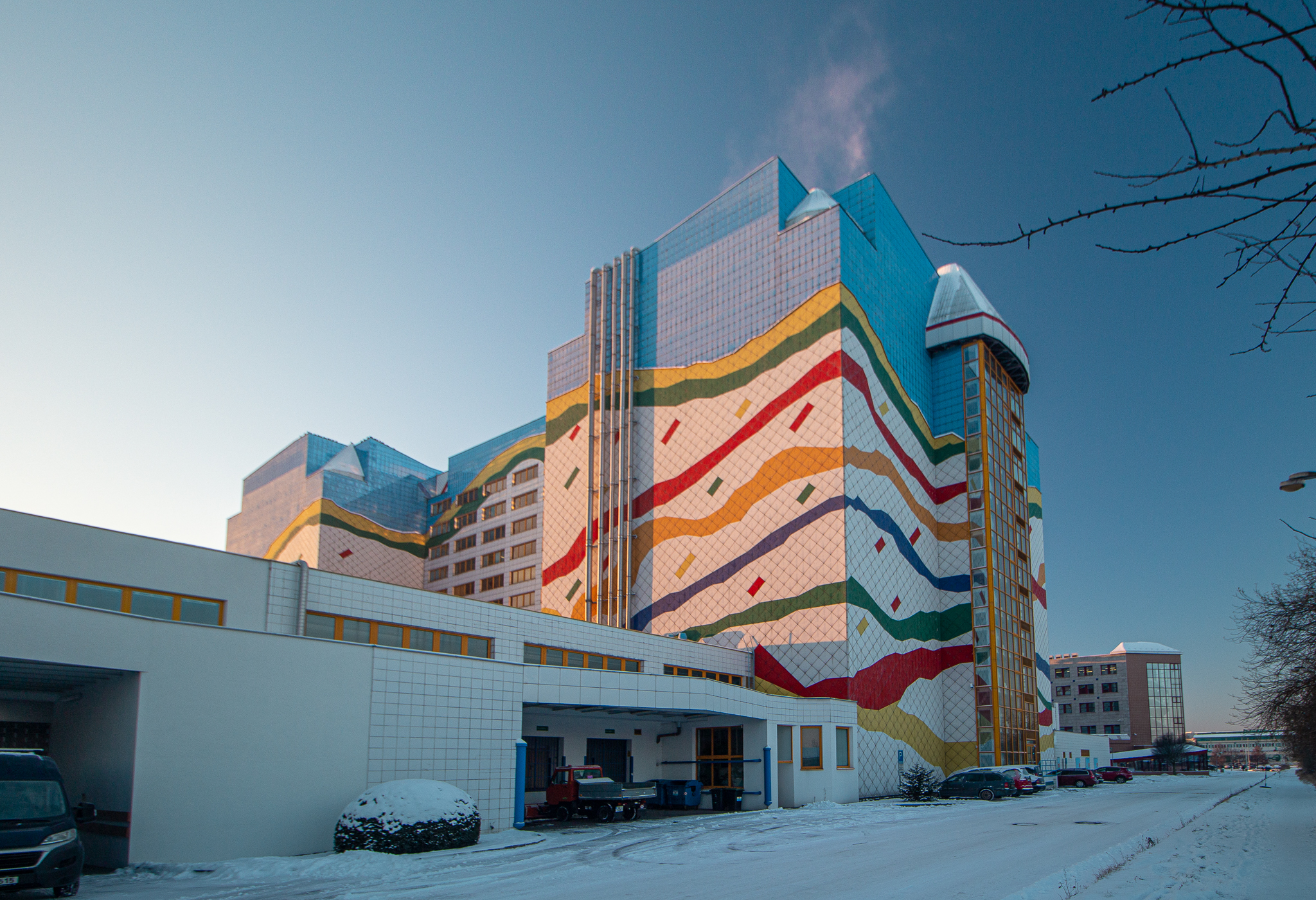
Budova Národního archivu na Chodově

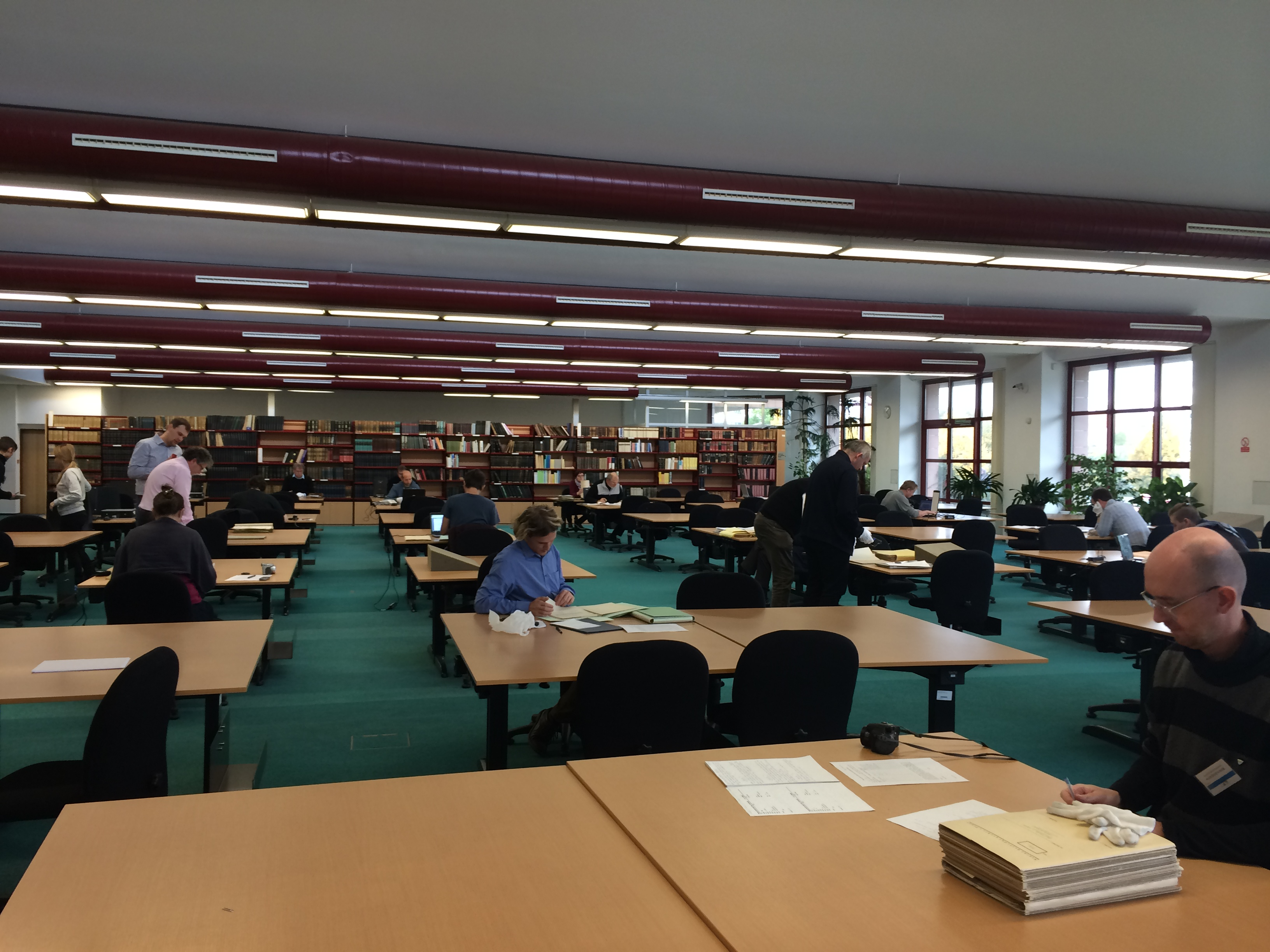
Studovna Národního archivu

Vývoj ústředního archivu českého státu lze sledovat od 12. století ve dvou liniích.
Za první linii je považován listinný archiv panovnického rodu Přemyslovců, dnes známý jako Archiv České koruny, s nejstarší dochovanou listinou z roku 1158. V polovině 18. století byl rozdělen 
na dvě části, vídeňskou a pražskou. V roce 1884 pražskou část korunního archivu přijal Archiv země České, vídeňská část byla do Prahy vrácena v roce 1920 v rámci archivní rozluky s Rakouskem. Fond Archiv České koruny, který obsahuje celkem 2 824 listin z let 1158–1935, byl v roce 1977 zapsán jako kulturní památka a 17. 8. 1998 jej vláda České republiky svým nařízením č. 132 prohlásila za národní kulturní památku.
Druhá linie je úzce spojena s existencí ústředních správních institucí. Česká královská kancelář je doložena již ve 12. století. Vlastní archiv, dříve nazývaný stará registratura, je však doložen až k roku 1567. Název archivu odpovídal vždy názvu příslušné vrcholné instituce, která archiv spravovala. Počínaje 16. stoletím byl nejprve archivem české kanceláře a české komory, od počátku dvacátých let 17. století archivem starého českého místodržitelství, od roku 1749 archivem reprezentace a komory, od roku 1763 českého gubernia, od roku 1850 českého místodržitelství a od roku 1919 archivem ministerstva vnitra.
Rakouská archivní reforma z let 1894–1895 byla do vypuknutí první světové války provedena pouze částečně.
Po vzniku Československa byla kulturním odborem Národního výboru v Praze svolána na 20. listopadu 1918 tzv. archivní anketa, porada předních českých archivářů zabývající se organizací československého archivnictví. Z porady vzešel návrh na vytvoření všeobecného státního archivu v Praze (národního archivu), který měl vzniknout sloučením Archivu země České, místodržitelského archivu a Archivu Národního muzea. Kvůli kompetenčním sporům mezi ministerstvem vnitra a ministerstvem školství a národní osvěty se však návrh v tomto rozsahu nikdy nepodařilo prosadit.
Po roce 1918 tak byla vytvořena pouze řada resortních archivů. Z místodržitelského archivu vznikl v roce 1919 Archiv ministerstva vnitra  (v roce 1950 byl jeho název změněn na Ústřední archiv ministerstva vnitra), významný byl rovněž Československý státní archiv zemědělský, založený v roce 1919 při ministerstvu zemědělství (od roku 1952 Ústřední zemědělsko-lesnický archiv).

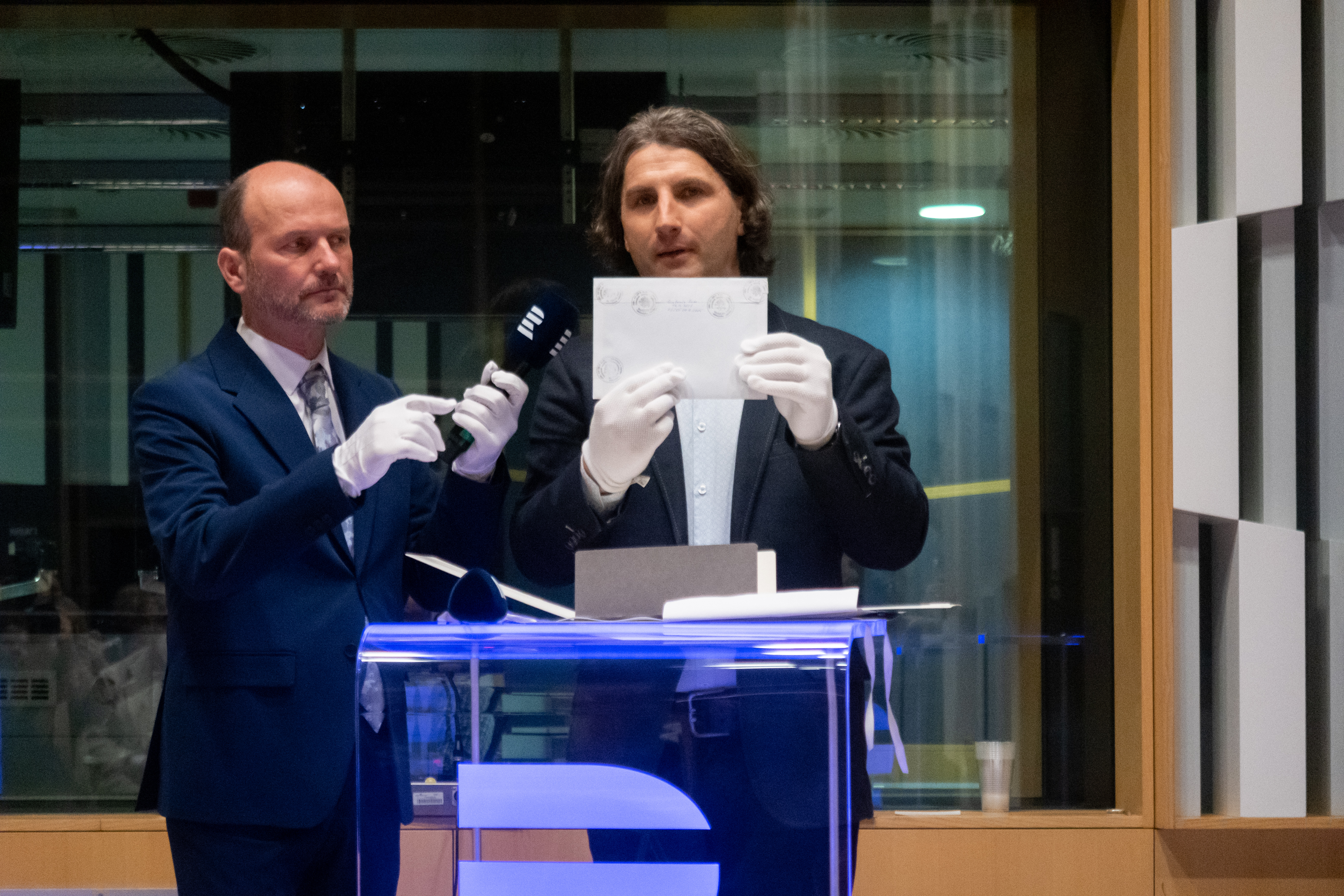
Ředitel Národního archivu Milan Vojáček (vpravo) s obálkou s posledními slovy prezidenta T. G. Masaryka, jenž se měla otevřít v roce 2025 v budově Českého rozhlasu (únor 2025)

Za německé okupace fungovalo archivnictví pod německou správou.
Po druhé světové válce se časem prosadila koncepce ministerstva vnitra, podle níž měla vzniknout síť archivů tvořená ústředním státním archivem, krajskými, okresními a místními archivy, přičemž řízení archivnictví by příslušelo resortu ministerstva vnitra. Přípravou byla pověřena Státní archivní komise, zřízená při prezídiu ministerstva vnitra na základě vládního usnesení z 9. ledna 1951. Na činnost této komise k 1. listopadu 1953 bezprostředně navázala nově zřízená archivní správa ministerstva vnitra, pod jejímž vedením byla archivní reforma dokončena 7. května 1954 přijetím vládního nařízení č. 29 o archivnictví.
Vytvoření Státního ústředního archivu vyhlásil náčelník archivní správy ministerstva vnitra Jaroslav Svoboda k 1. říjnu 1954 na slavnostním společném aktivu pracovníků bývalého Ústředního archivu ministerstva vnitra a Archivu země České v pondělí dne 4. října 1954. Sloučení bylo provedeno začleněním dosavadního Archivu země České do Ústředního archivu ministerstva vnitra jako jeho nového oddělení a současné přejmenování Ústředního archivu ministerstva vnitra na Státní ústřední archiv. Bezprostředně však nedošlo k zásadním personálním a organizačním změnám. 1. ledna 1956 pak byl ke Státnímu ústřednímu archivu připojen Ústřední zemědělsko-lesnický archiv.  Postavení Státního ústředního archivu vymezoval statut vydaný rozkazem ministra vnitra č. 32/1955 ze dne 28. dubna 1955, podle kterého byl archiv vědecko-výzkumným ústavem ministerstva vnitra, roku 1970 byl výnosem ministra vnitra ČSR s účinností 
k 1. dubnu 1970 vydán nový statut, podle nějž byl archiv i nadále vědecko-výzkumným ústavem ministerstva vnitra ČSR, ale byl označen jako zálohová rozpočtová organizace přímo podřízená ministerstvu vnitra ČSR a bylo posíleno postavení ředitele archivu. Podle statutu měl být vydán organizační řád, k tomu však nedošlo.
Státní ústřední archiv používal až do roku 1967 kancelářský a spisový plán ministerstva vnitra z roku 1950. Nový kancelářský a spisový plán byl vydán v prosinci 1967 s účinností od 1. ledna 1968, poté doplněn a upraven ke dni 1. ledna 1970, nové spisové plány byly vydány v letech 1975, 1992 a 2003. Charakteristickým rysem pro období počátku Státního ústředního archivu byly časté kontroly a prověrky prováděné archivní správou ministerstva vnitra. Například závěry z průzkumu pracovišť Státního ústředního archivu provedeného ve dnech 5. až 27. dubna 1955 přinášejí na dvou místech konstatování, že nejlepší pracovní výkonnost mají pracovníci politicky nejslabší a s horším kádrovým profilem.
Koncem 60. let bylo zvažováno vyčlenění archivnictví z rezortu vnitra a jeho přičlenění k předsednictvu vlády, ale záměr nikdy nebyl realizován.
Archivní zákon č. 97/1974 Sb. nahradil vládní nařízení o archivnictví z roku 1954. Podle nového zákona byl s účinností od 1. března 1976 vydán nový statut, podle něhož byl Státní ústřední archiv ústavem ministerstva vnitra, které jej přímo řídí a spravuje. Státnímu ústřednímu archivu bylo ponecháno postavení hlavního vědeckovýzkumného pracoviště v oblasti archivnictví a příbuzných vědních oborů v Československé republice. V návaznosti na statut byl k 15. říjnu 1977 vydán i organizační řád, doplněný v roce 1983 zvláštním dodatkem, připravovaná novela statutu a organizačního řádu archivu v 2. polovině 80. let nebyla realizována.
Výnosem ministra vnitra č. 4 ze dne 31. prosince 1993 byla při civilně správním úseku ministerstva vnitra zřízena sekce archivní správy, jejíž organizační součástí se stal také Státní ústřední archiv a sedm státních oblastních archivů. Organizační řád sekce archivní správy civilně správního úseku ministerstva vnitra byl vydán v květnu 1994. Státní ústřední archiv se tak stal přímou součástí ministerstva vnitra, neměl právní subjektivitu, vlastní statut ani organizační řád.
Podle zákona č. 320/2002 Sb. se od 1. srpna 2002 stal Státní ústřední archiv v rámci reformy veřejné správy samostatnou organizační složkou státu přímo řízenou ministerstvem vnitra. Organizační řád Státního ústředního archivu byl vydán pokynem ředitelky č. 18 dne 16. září 2003.
Původně, podle statutu z roku 1955 se Státní ústřední archiv organizačně členil na pět oddělení:
- vnitřní oddělení,
- I. oddělení – pro období ČSR a socialistickou výstavbu,
- II. oddělení – pro období kapitalismu,
- III. oddělení – pro období feudalismu,
- IV. oddělení – stavovsko-samosprávné

a dvě skupiny:
- pro archivní konzervaci a techniku
- pro studovnu a knihovnu.

Dosavadní Ústřední zemědělsko-lesnický archiv byl v roce 1956 připojen jako nové, V. oddělení.
K 1. červenci 1959 došlo ke sloučení III. a IV. oddělení, v roce 1961 byla fyzicky sestěhována do jedné budovy. Zemědělsko-lesnické oddělení bylo přitom přečíslováno na IV. oddělení a toto označení mu zůstalo až do roku 1996, kdy bylo zrušeno. V roce 1967 se v rámci I. oddělení ustavila pracovní skupina pro archivní fondy po roce 1945; z té pak bylo k 1. listopadu 1968 vytvořeno nové samostatné V. oddělení, přičemž počátkem roku 1969 byl v rámci V. oddělení vytvořen skartační úsek. V roce 1969 bylo III. oddělení přečíslováno na I. a I. na III.
V roce 1967 byly ustanoveny čtyři odborné komise:
- metodická,
- skartační,
- ediční a publikační
- pro ochranu a konzervaci archivního materiálu.

Organizační řád vydaný 15. října 1977 stanovil v čl. 5 nové organizační uspořádání, členění na osm oddělení, prakticky však bylo toto členění 
používané již od počátku 70. let.
V letech 1986–1990 byl úsek ředitele vyčleněn z VIII. oddělení jako samostatné IX. oddělení, poté začleněn zpět.
K 1. ledna 1986 byla studovna vyčleněna z VI. oddělení (knihovna) a začleněna do oddělení II, v rámci VI. oddělení (knihovna) byl od 1. ledna 1987 ustaven úsek automatizace a od 15. ledna 1990 i úsek ediční a k 1. dubnu 1990 vzniklo z těchto úseků nové IX. oddělení (oddělení informatiky).
Na základě zákona č. 496/1990 Sb., o navrácení majetku KSČ lidu ČSFR, státní archiv převzal archivy ÚV KSČ a Ústavu marxismu-leninismu ÚV KSČ.
Novou organizační strukturu platnou od 1. 1. 1997 tvořil úsek ředitele a jedenáct oddělení, nově číslovaných arabskými čísly:
- 1. – oddělení feudalismu
- 2. – oddělení státní správy a zemské samosprávy 1848–1918,
- 3. – oddělení státní správy 1918–1945/1948.
- 4. – oddělení státní správy 1945/1948–1989/1992,
- 5. – oddělení státní správy po roce 1989 a předarchivní péče,
- 6. – oddělení fondů nestátní provenience,
- 7. – oddělení badatelského využívání archiválií,
- 8. – oddělení informatiky,
- 9. – knihovna,
- 10. – technické středisko,
- 11. – ekonomicko-provozní oddělení.

Fondy zemědělsko-lesnického oddělení byly začleněny do příslušných odborných oddělení.
V říjnu 2002 bylo ustaveno nové 12. oddělení (foto-, fono-, kinodokumentů, tisku a public relations), které vzniklo z dosavadního úseku 6. oddělení pro správu foto-, fono-, a kinodokumentů, edičního úseku (vyčleněn z 8. oddělení) a podatelny (vyčleněna z útvaru ředitele).
Od 1. ledna 2005 byl na základě § 45 a násl. zákona o archivnictví a spisové službě č. 499/2004 Sb. zřízen Národní archiv jako správní úřad a ústřední archiv státu přímo řízený ministerstvem vnitra. Dle přechodného ustanovení v § 85 jde o přejmenovaný Státní ústřední archiv. Je organizační složkou státu a účetní jednotkou; jeho rozpočet je součástí rozpočtové kapitoly Ministerstva vnitra.

## Sídlo a budovy

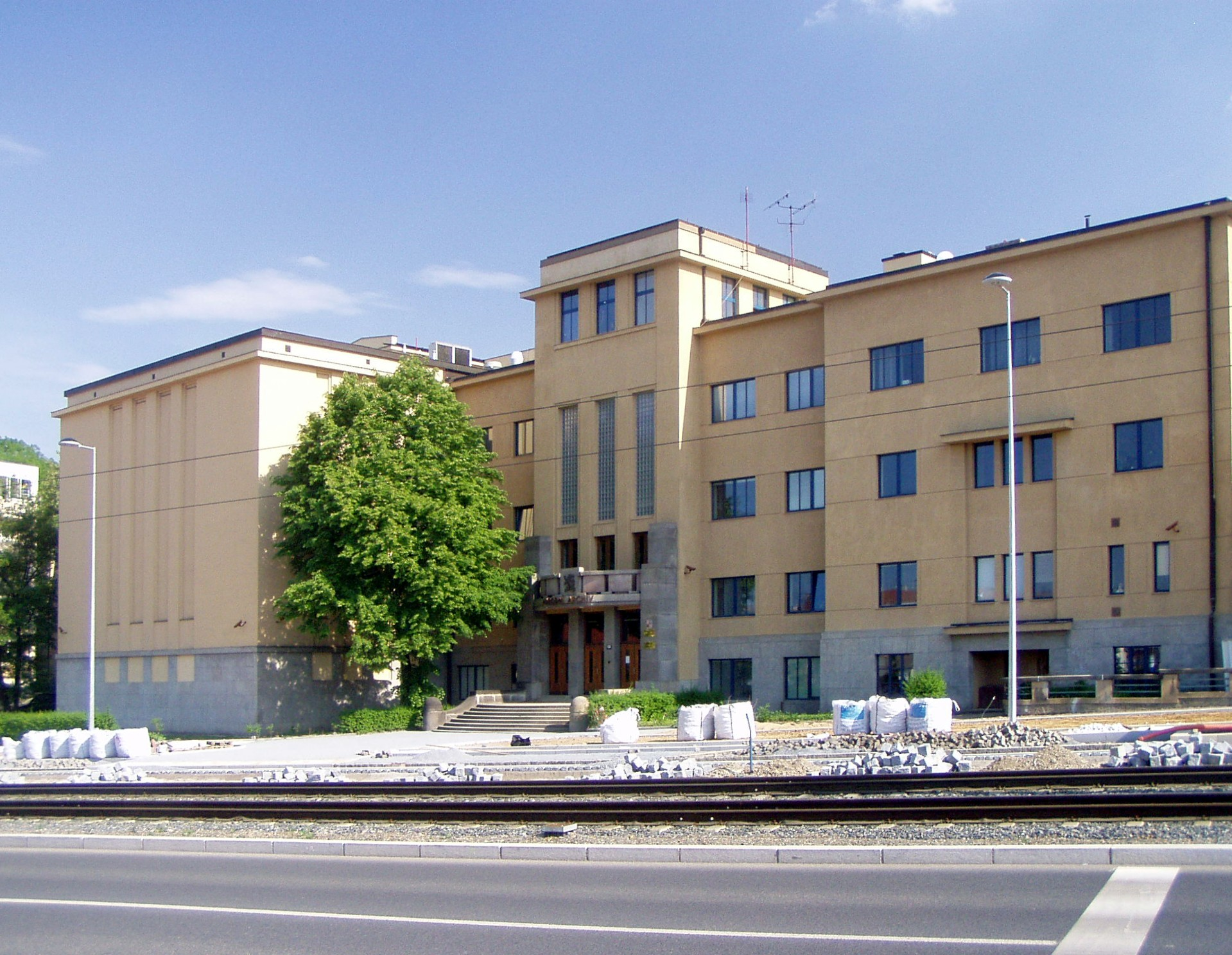
Budova I. oddělení na ulici Milady Horákové

Státní ústřední archiv při svém vzniku převzal účelovou archivní budovu Archivu země České, která byla postavena v letech 1929–1933 (dnešní adresa Milady Horákové 5/133 na Hradčanech u ulic Na valech a Pod valy); v 80. letech 20. století prošla rekonstrukcí. Jednalo se o průkopnickou archivní budovu postavenou v českých zemích, která splňovala požadavky moderních archivářských zásad. Dále převzal prostory užívané bývalým Ústředním zemědělsko-lesnickým archivem v suterénním prostoru budovy ministerstva zemědělství na Těšnově, nacházející se v záplavovém pásmu.
Zemědělsko-lesnické oddělení postupně využívalo pro ukládání fondů a sbírek depozitáře v kryptě pod sv. Mikulášem na Malé Straně, v budově bývalé věznice v Mladé Boleslavi, bývalého zámku a později školy v Jindicích, sýpky v Ruzyni a zámku v Adršpachu. V roce 1956 využíval archiv celkem 7 budov, v roce 1961 to bylo 10 budov, koncem šedesátých let 12 budov, v polovině 70. let 15 budov a v polovině 80. let již 18 budov, v roce 1991 celkem 19 objektů, z toho 11 v Praze a 8 bylo mimo Prahu. Některé byly od Prahy vzdálené (Broumov, Adršpach), jiné památkově chráněné (klášter v Břevnově, Karmelitská 2, Loretánská 6, zámek v Mníšku pod Brdy). Z tohoto počtu bylo 12 objektů pronajatých a z 9 dostal archiv výpověď. V budově ministerstva zemědělství na přelomu 70. a 80. let 20. století došlo k několika haváriím, při nichž byly prostory archivu opakovaně vyplaveny vodou a část poškozených archiválií bylo poté nutno vyskartovat. V době srpnové povodně roku 2002 již prostory využíval správní archiv ministerstva zemědělství. V souvislosti se zákonem č. 298/1990 Sb., o úpravě některých majetkových vztahů řeholních řádů a kongregací,  musel archiv vyklidit depozitáře v klášterech v Břevnově a Broumově.
Budovu na adrese Karmelitská 388/2 (dnes České muzeum hudby) archiv využíval v letech 1954–2001.
Archiv ministerstva vnitra se od roku 1931 neúspěšně pokoušel prosadit výstavbu účelové archivní budovy v Praze–Bubenči, Státní ústřední archiv se po svém vzniku několikrát pokusil tuto myšlenku oživit. V roce 1973 předložil ředitel státního ústředního archivu Jaroslav Vrbata archivní správě návrh koncepce na výstavbu archivního areálu a v polovině 70. let byla vypracována přípravná studie k investičnímu záměru na výstavbu Ústředního archivního areálu v Praze, jehož součástí se měl stát kromě Státního ústředního archivu, Státního oblastního archivu v Praze a Archivu hlavního města Prahy také Ústřední archiv správní a vědeckovýzkumné středisko, Ústřední laboratoře, Střední archivní škola a Středisko pro odborné doškolování pracovníků archivů všech stupňů. Členové pobočky České vědecko-technické společnosti ustavené v roce 1972 při Státním ústředním archivu  shromáždili velké množství poznatků o archivních novostavbách ve světě a podíleli se na přípravě podkladových materiálů, potřebných k vypracování projektu.
Vládní usnesení č. 321 z  9. prosince 1987 uložilo ministru vnitra zabezpečit přípravu předprojektové a projektové dokumentace pro výstavbu budovy Státního ústředního archivu a Státního oblastního archivu v Praze tak, aby stavba mohla být zahájena v období 1990–1995. Usnesení vlády ČR č. 213 z  26. června 1991 ke komplexnímu rozboru stavu archivnictví v České republice uložilo ministru financí ve spolupráci s ministrem vnitra zabezpečit v rozpočtu ministerstva vnitra finanční prostředky pro výstavbu archivního areálu. Výstavba areálu na Chodovci byla slavnostně zahájena položením základního kamene 20. října 1992. První dva depotní bloky byly dokončeny 31. prosince 1994 a dne 1. ledna 1995 byl zahájen jejich zkušební provoz, slavnostní otevření této části proběhlo 7. dubna 1995. Od 3. ledna 1995 do konce roku 1998 bylo z 13 dosud užívaných objektů přestěhováno 1565 nákladními auty 64 617 bm archiválií. V roce 1997 byl dokončen třetí depotní blok a pokračovala výstavba provozně technického objektu, který byl slavnostně otevřen ve dnech 25. a 27. září 2001.
Národní archiv sídlí v architektonicky výrazné a z dálky viditelné budově v Praze na Chodovci nedaleko sídliště Jižní Město. Zde je i většina zařízení pro veřejnost (knihovna, studovna, výstavní prostory). První části této budovy byly dokončeny v roce 1994, celý komplex pak 2001. V tomto komplexu sídlí vedle Národního archivu Státní oblastní archiv v Praze a v těsném sousedství pak Archiv hlavního města Prahy.
Detašované pracoviště, zabývající se především nejstaršími dokumenty (do roku 1848), je umístěno v původní budově archivu na třídě Milady Horákové na Letné (v katastru Hradčan).

## Organizační členění
Vnitřní členění archivu vychází především z doby vzniku dokumentů, o které se příslušné oddělení stará. Další oddělení se pak týkají způsobu práce s archiváliemi (jejich studium, zpřístupňování, obnova apod.).

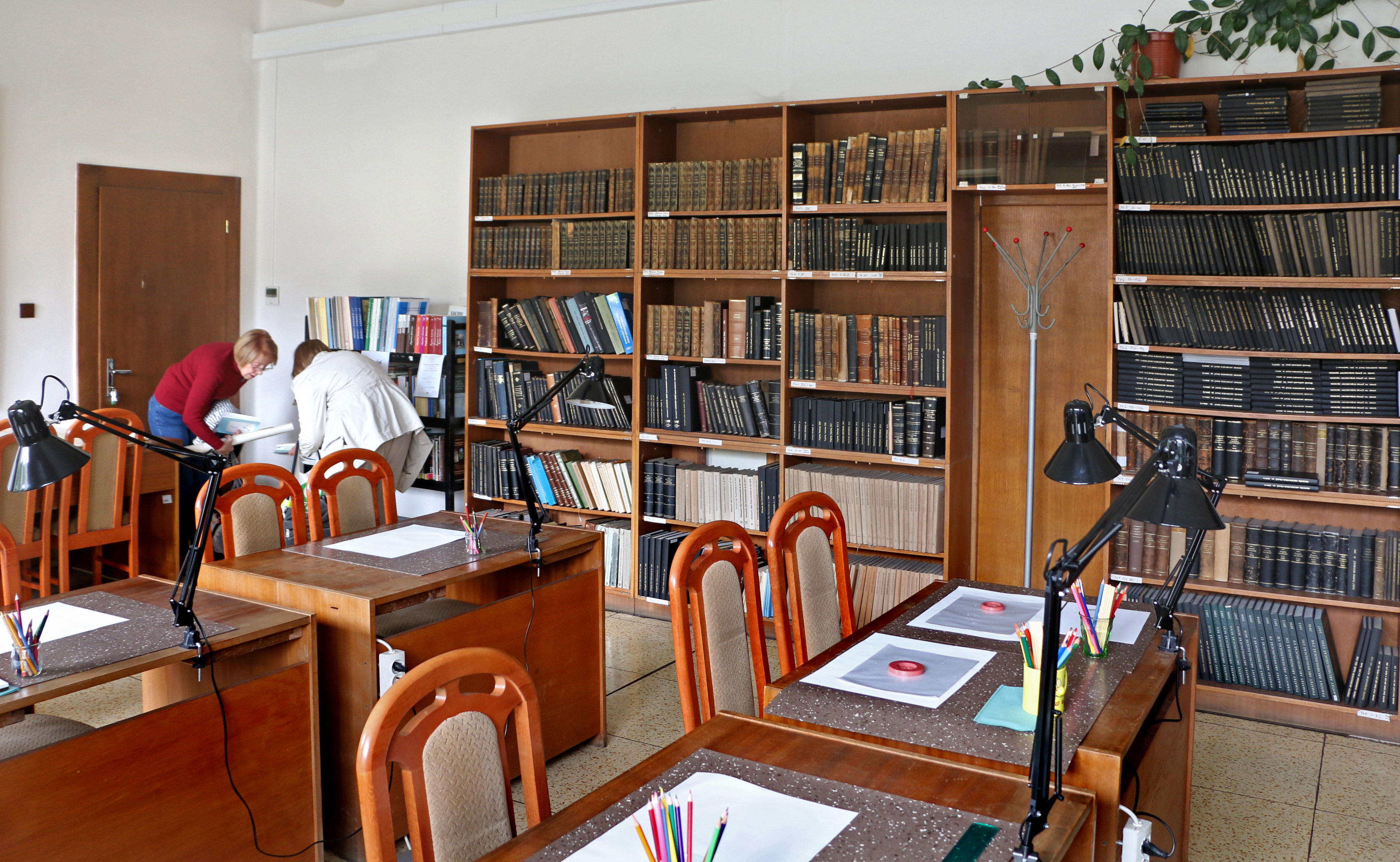
Badatelna I. oddělení (fondy samosprávy a státní správy do roku 1848)

- Oddělení fondů samosprávy a státní správy do roku 1848 a církevních institucí
- Oddělení fondů samosprávy a státní správy z let 1848–1918
- Oddělení státní správy z let 1918–1945
- Oddělení fondů státní správy z let 1945–1992
- Oddělení předarchivní péče, fondů státní správy po roce 1992 a elektronických dokumentů
- Oddělení fondů nestátní provenience a archivních sbírek
- Oddělení foto-, fono-, kinodokumentů a služeb veřejnosti
- Knihovna
- Oddělení péče o fyzický stav archiválií
- Ekonomicko-provozní oddělení